# SWAPO
The South West Africa People's Organization ili SWAPO (Jugozapadna afrička narodna organizacija) je politička stranka u Namibiji. Na zakonodavnim izborima održanim 15. i 16. studenog 2004., stranka je osvojila 75,1% ili 55 od 78 mjesta u parlamentu.
SWAPO je osnovan s nekoliko drugih skupina kao oslobodilačka organizacija. Poslije Prvog svjetskog rata, kada je bivša njemačka kolonija Njemačka Jugozapadna Afrika predana Južnoafričkoj Republici kao mandat za Ujedinjeno Kraljevstvo. Južnoafrička Republika je ovaj mandat pretvorila u vojnu okupaciju pod apartheidom.
SWAPO je imao sjedište među narodom Ovambo na sjeveru Namibije. 1960-ih, SWAPO je surađivao s drugim oslobodilačkim organizacijama namibijskog naroda, protiv južnoafričke vojske. Organizacija je imala sjedište u Zambiji do 1975., poslije toga u Angoli, gdje je SWAPO surađivao s marksističkom organizacijom MPLA (portugalski: Movimento Popular de Libertação de Angola).
Kada je Namibija dobila nezavisnost 1990. godine, SWAPO je postao dominantna politička stranka, s predsjednikom Samom Nujomom koji je izabran za prvog predsjednika Namibije. Nujoma je promijenio ustav da bi se mogao ponovo kandidirati 1999. na predsjedničkim izborima. Godine 2004., za predsjednika je izabran pripadnik SWAPO-a Hifikepunye Pohamba.